# 木村昌平 (日産)
木村 昌平（きむら しょうへい、1957年3月12日 - ）は、日本の自動車技術者、実業家。日産自動車副社長や、日産車体代表取締役社長を経て、同社会長、日本自動車車体工業会会長を歴任した。

## 人物・経歴
大阪府出身。1975年清風高等学校卒業。1979年静岡大学工学部卒業、日産自動車入社、原価管理部配属。2001年日産自動車生産技術プレス技術部次長。2004年北米日産出向。2006年日産自動車追浜工場工場長。2008年インド日産出向。
2009年日産自動車執行役員。2014年日産自動車アライアンスEVP・副社長。2015年日産車体副社長執行役員。2016年日産車体代表取締役社長。2019年日本自動車車体工業会会長。2020年日産車体会長。2021年に任期満了に伴い、日本自動車車体工業会の会長から相談役に就き、また、同年6月24日付で日産車体の会長を退任した。